# 十月初五的月光 (電影)
《十月初五的月光》（英語：Return of the Cuckoo）是一部於2015年上映的香港浪漫爱情電影，葉念琛擔任執導及編劇，由張智霖及佘詩曼領銜主演。該片是2000年大獲好評的同名電視劇《十月初五的月光》的續集電影版，也是佘詩曼和張智霖在相隔12年後再度合作的作品。此外，本片亦得到澳門基金會及十月初五餅家冠名贊助及鼎力支持。
演員表現方面，女主角佘詩曼的演出得到不少讚賞，從她在片中抑鬱的表情及其內心轉變到前後段也看到其精彩的表現，看到其多年間演出的進步。至於演員陳喬恩飾演啞妹亦帶來驚喜的演出，表現不俗。

## 劇情
影片故事是講述初哥哥（張智霖飾）和君好（佘詩曼飾）在多年後重遇所發生的事情。
2007年，在澳門回歸紀念日的這一天，文初、琪琪（陳喬恩飾）及一眾街坊替Q姨（薛家燕飾）舉行生日會，移民美國多年的君好也突然出現其中，文初卻發現多年不見的君好整天沉默寡言，心事重重。已成為賭城大亨的金勝（唐文龍飾）也帶著紅顏知己美玲（莊思敏飾）和得力助手Billy仔（劉浩龍飾）前來道賀，並送了一封大利是給Q姨後離開，卻忽然被一隊司警人馬以涉嫌操控非法經營外圍賭場罪名將金勝拘捕。當晚，文初一直尾隨著君好，並走到她的下塌酒店房間內，交談一會兒後便離開。突然文初收到消息，指禮信在美國因發生了交通意外離開人世，文初擔心君好於是重返酒店，竟發現她在浴室內自尋短見。君好出院後每天也把自己困在家中，睡醒便吃，吃飽便睡，好像對世情萬物都沒有任何好奇和眷戀。文初，Q姨和琪琪等人用盡方法希望君好能早日走出陰霾。
一年後金勝終於出獄，昔日的賭場大亨竟然回歸平淡在碼頭賣起船票來。文初和君好來找金勝，那夜，君好、文初和金勝三個好朋友舉杯暢飲，金勝道出心中的鴻圖大計，文初和君好從中幫助金勝認識澳門地王陳萬山，卻遇到陳萬山拒諸於千里外，金勝受侮辱，怒然離開，從此之後，金勝不知所終。 經過多年風風雨雨，文初、君好、金勝、Q姨等人嘗盡人生的喜怒哀樂，生命的甜酸苦辣。但重要的是他們還在一起，一起奮鬥，一起分擔，一起快樂。
可是，文初卻在一次意外中碰傷了頭部，由於一直沒有妥善治療，瘀血在腦內已經擴散。醫生告訴文初，他需要盡快進行手術，可是文初可能會因手術而失去記憶…

## 演员
| 演員   | 角色                | 介紹 | 暱稱   |
| 張智霖 | 文初                | 喜歡祝君好 朱莎嬌之養子 司徒禮信之好友兼情敵 金勝之好友 琪琪之暗戀對象 因救被山泥活埋的祝君好而意外撞伤头部而进行手术，最后手术成功，但失忆了，祝君好并不知情 | 初哥哥 |
| 佘詩曼 | 祝君好              | 喜歡文初，司徒禮信之妻，祝展輝、朱莎嬌之女 金勝、汪海琳之好友，琪琪之情敵 電影前段從美國返回澳門替Q姨慶祝生日，但實情是因丈夫及其子女的死而逃避事實，及後情緒一度陷入崩潰並多次自殺，最後幸被文初所救。中段與文初、琪琪展開一段三角戀，其後在八號風球暴風雨的晚上駕車接載琪琪期間被山泥傾瀉活埋，但因琪琪的嫉忌心而見死不救，生命一度危在旦夕，幸在昏迷期間於其幻覺中得到司徒禮信的鼓勵而得到生存的動力，最後再次被文初所救（在三角關係中成為赢家）。後段在遇山泥傾瀉意外一事後決定向文初表白多年來的愛意，及後在文初因意外碰傷頭部而進行手術期間一直陪伴在其身邊，可惜最後並不知道文初因手術而失去記憶 | 君好   |
| 薛家燕 | 朱莎嬌              | 祝君好之母 文初之養母 祝展輝之舊情人 司徒礼信之岳母 | Q姨    |
| 陳喬恩 | 琪琪                | 啞巴，杏仁餅師傅，暗戀文初，祝君好之情敵 心裏一直仰慕著文初，並對他產生愛意，電影中段與文初、祝君好展開一段三角戀，及後並察覺到文初心裏只有祝君好而對君好漸生恨意，就在八號風球暴風雨的晚上因目睹祝君好被山泥活埋但卻没有對她伸出援手，幸最後知錯難返，最後在醫院外向文初表達愛意後向他揮手告別（在三角關係中成為輸家） |        |
| 唐文龍 | 金勝                | 祝君好、文初、司徒禮信、汪海琳之好友 江依文之男友 因涉嫌操控非法经营外围赌场而被捕，一年后出狱 |        |
| 馬浚偉 | 司徒禮信            | 記者，祝君好之夫 祝展辉、朱莎娇之女婿 在君好返澳門前交通意外身亡 在君好遇山泥傾瀉昏迷後，於其幻覺中出現 （客串演出） |        |
| 汪琳   | 汪海琳              | 祝君好、文初、金勝之好友 江依文之表妹 | 海琳   |
| 郭峰   | 祝展輝              | 祝君好之父 朱莎嬌之舊情人 司徒禮信之契爺兼岳父 | 展輝   |
| 馬海倫 | 胡桃                | 盲人 江依文之母 | 胡桃姨 |
| 魯振順 | 徐來順              | | 順嫂   |
| 劉浩龍 | Billy 仔            | 原本為金勝的司機，後來出賣金勝 |        |
| 鄭則士 | 陳萬山              | 澳門舖王，後幫助金勝令其再次成功 | 陳伯   |
| 黎芷珊 | 醫生                | 君好的主診醫生 |        |
| 江美儀 | 醫生                | 文初的主診醫生 |        |
| 胡渭康 | 醫生                | 君好因山泥傾瀉而受傷時的主診醫生 |        |
| 張松枝 | Billy仔致富後的助手 | |        |
| 楊璐   |                     | |        |
| 唐詩詠 | 張紫婷              | |        |
| 莊思敏 | 美玲                | 原本為萬金勝女友，後來出賣萬金勝後成為Billy仔的女伴 |        |
| 秦煌   |                     | 澳門街坊 |        |
| 商天娥 | 儀姐                | 琪琪工作的杏仁餅舖老闆 |        |
| 彭永琛 |                     | 在碼頭為君好及文初找到金勝的人 |        |
| 田啟文 |                     | 盧惠光所扮演的角色的朋友 |        |
| 戴耀明 |                     | 盧惠光所扮演的角色的朋友 |        |
| 呂慧儀 |                     | 盧惠光所扮演的角色的妻子，在賭場見過君好而贏了錢 |        |
| 盧惠光 |                     | 在街邊與君好打麻雀後發惡，威脅君好喝酒 |        |
| 蔡一傑 | 蔡一傑              | 客串，在賭場與君好鬥賭 |        |
| 蔡一智 |                     | 客串，在賭場與君好鬥賭 |        |
| 蘇志威 |                     | 客串，在賭場與君好鬥賭 |        |
| 吳嘉熙 |                     | 杏仁餅舖同事 |        |
| 趙慧珊 |                     | 杏仁餅舖同事 |        |
| 鄭欣宜 | 肥強                | 接載遊客的司機，文初朋友 |        |
| 陳慧敏 |                     | 在醫院時為文初打氣 |        |
| 陳健安 | 陳萬山助手          | 為陳萬山找金勝 |        |
| 蔡潔   | Billy仔老婆         | |        |
| 黃子雄 | 司警                | 拘捕金勝 |        |

## 制作花絮
2015年為電視劇《十月初五的月光》播映15年，亦為澳門回歸15周年，《十月初五的月光》電影版正好見證澳門15年來的變遷。2014年12月20日为澳门回归15年的第一天，12月18日，张智霖、佘诗曼、薛家燕、杨璐、唐文龙、庄思敏、马海伦、彭永琛等出席了《十月初五的月光》电影版开镜记者招待会暨庆祝澳门回归15周年盛大活动。

## 手語指導
該片的手語對白均由慈善機構龍耳提供手語指導，而張智霖擔任該機構的手語大使。在2015年9月20日，他以手語大使的身份聯同勞工及福利局局長張建宗、平等機會委員會委員葉少康出席第一屆龍耳慈善步行籌款暨聾健同樂日的活動，推廣手語及聾人文化，宣揚傷健共融的信息。
張智霖出席該活動時透露，他飾演的初哥哥在片中已經能開口說話，手語部分全都交給陳喬恩演繹，亦希望此片能將更多的訊息給社會上不同階層的人。

## 电影歌曲
| 歌曲               | 作曲   | 填词   | 編曲   | 主唱           |
| 《祝君好》         | 曹奎滿 | 周禮茂 | 黃丹儀 | 張智霖         |
| 《祝君好》2015年版 | 曹奎滿 | 周禮茂 | 符元偉 | 陳潔儀         |
| 《祝君好》國語版   | 曹奎滿 | 呂娜   | 符元偉 | 陳潔儀         |
| 《当你懂得爱我》   | 周子揚 | 張美賢 |        | 張智霖、吳若希 |

## 與電視劇不同之處
- 朱莎嬌及文初，在電視劇大結局時已從澳門離開前往中國大陸。但在電影裡，他們依然在澳門居住。
- 金勝一角色，在電視劇裡最後於中國大陸成為葡撻連鎖店東主，但在此電影裡則變成賭場大亨。
- 於電視劇大結局中，金勝已斷言與萬世光說他永遠不會改姓和承認萬世光是他的父親，但電影中則無交代金勝為什麼改變主意。
- 汪海琳在電視劇中最後為已去世的萬沛堅誕下了一個兒子並已入讀幼稚園，在電影裡的時段應已十多歲，但並無在電影出現。
- 文初在電視劇中被灌清潔劑時是4歲，在電影版交代為6歲。

## 奬項
| 年度 | 颁奖典礼             | 奖项           | 姓名           | 结果 |
| ---- | -------------------- | -------------- | -------------- | ---- |
| 2016 | 微博之星2015         | 微博給力電影   | 微博給力電影   | 提名 |
| 2016 | 微博之星2015         | 微博給力男主角 | 張智霖         | 提名 |
| 2016 | 微博之星2015         | 微博給力女主角 | 佘詩曼         | 提名 |
| 2016 | 微博之星2015         | 微博給力CP     | 張智霖、佘詩曼 | 提名 |
| 2016 | 第11屆金話梅電影選舉 | 最烂场面       | 挖泥救美       | 提名 |
| 2016 | 第11屆金話梅電影選舉 | 最烂女演员     | 薛家燕         | 提名 |

## 票房
中国大陆首周3天收2350万人民币列第六位。